# A Fatal Frame of Mind
Psych: A Fatal Frame of Mind è un romanzo giallo di William Rabkin pubblicato il 3 agosto 2010, quarto di una pentalogia basata sulla serie televisiva USA Network Psych, creata da Steve Franks.
Il libro, il cui titolo è approssimativamente traducibile come: "Una fatale intelaiatura della mente", è scritto in terza persona con narratore onnisciente e presenta i medesimi luoghi e personaggi della serie TV, oltre ad aprirsi con un flashback relativo all'infanzia del protagonista in maniera analoga agli episodi.
I fatti narrati si svolgono nel 2009, poco dopo gli eventi del romanzo precedente, motivo per cui vanno collocati all'inizio della quarta stagione dello show.

## Trama
1988: Dopo aver marinato la scuola per evitare un compito in classe, Shawn si giustifica raccontando di aver assistito ad una discussione tra due narcotrafficanti che lo hanno scoperto ed inseguito; Henry tuttavia, minacciando di consegnarlo al programma protezione testimoni, riesce a fargli ammettere la verità.
2009: Dopo aver ricevuto una lettera dal professor Langston Kitteredge, suo vecchio docente ai tempi del college, Gus raggira Shawn per andare al museo d'arte cittadino dove è in programma la presentazione de "La difesa di Ginevra", fantomatica opera di Dante Gabriele Rossetti a lungo perduta. Arrivati sul posto tuttavia; i due trovano la polizia ad indagare l'omicidio del direttore del museo, trovato trafitto da una spada nel salone dedicato all'opera.
Il professor Kitteredge, durante il suo interrogatorio prende in ostaggio Lassiter e si fa scudo col suo corpo di modo da costringere Jules a lasciarlo fuggire. Successivamente viene intercettato da Shawn e Gus ai quali spiega di aver condotto studi su una società segreta fondata da William Morris e lo stesso Rossetti al fine di trovare Excalibur e ripristinare la monarchia assoluta nel Regno Unito; sebbene i due avessero raggiunto il loro scopo, a seguito di un diverbio decisero di nascondere nuovamente la spada lasciando ne "La difesa di Ginevra" gli indizi per ritrovarla e sciogliere il gruppo. Negli anni tuttavia una piccola parte del gruppo, detto "La Cabala", ha proseguito le ricerche mantenendo l'iniziale desiderio di conquista dei due fondatori.
Convinti dalle parole dell'uomo Shawn, Gus ed il professore si recano a Londra finendo per venire catturati dalla tanto temuta società segreta, che Shawn rivela essere guidata da Charles Polidori, padre di un ex-studente di Kitteredge caduto vittima della stessa ossessione dell'uomo, la quale si scopre essere completamente infondata: "La difesa di Ginevra" difatti, non è un autentico quadro di Rossetti ma solamente una truffa assicurativa progettata dall'amministratore del museo che, scoperto dal direttore, ha finito per ucciderlo.
Nonostante la risoluzione del caso e la riabilitazione dei loro nomi, i due protagonisti vengono condannati a un mese di lavori socialmente utili per non aver riportato in tempo gli smoking presi in affitto per l'esposizione al museo.

## Dedica
Il romanzo è dedicato ai genitori dello scrittore in occasione del loro comune ottantesimo compleanno, a tal proposito si apre con la frase: "For Norman and Martha Rabkin, on the occasion of their 160th birthday" ("A Norman e Martha Rabkin, in occasione del loro 160º compleanno").
Nelle note conclusive invece, Rabkin dichiara che quanto narrato riguardo Morris e Rossetti è pura fantasia e che le loro opere reali sono comunque molto più affascinanti di qualsiasi teoria del complotto.

## Riferimenti
Nel corso dell'opera vengono citati fatti avvenuti negli episodi Confusi alla meta, Il dinosauro assassino, Critiche avvelenate, La mummia assassina, Indagine al buio, Indovina indovinello, Il furto della corona e Omicidio nel lontano west.
Durante alcuni dialochi vengono citati il T-800, Catwoman, Igor, Ernst Stavro Blofeld, Albus Silente, Conan il barbaro, M e Iron Man.
Sono menzionati i film Matrix Revolutions, La valle delle bambole, Il corvo, Transformers, Funny People, Avatar, Batman - Il ritorno, Catwoman, Gangster Story, Frankenstein Junior, Agente 007 - Missione Goldfinger e Batman Begins; nonché i libri Il codice Da Vinci, Hardy Boys, Harry Potter e la camera dei segreti e La morte di Artù.

## Edizioni
- William Rabkin, Psych: A Fatal Frame of Mind, collana Narrativa, Penguin Group, 2010,  pp. 288, ISBN 0-451-23159-7.